# Sistema Nacional de Áreas de Conservación
O SINAC ou Sistema Nacional de Áreas de Conservação (em castelhano:  Sistema Nacional de Áreas de Conservación) é uma dependência do MINAE responsável pela administração dos Parques Nacionais da Costa Rica. Foi criada em 1994 após a fusão do Departamento de Florestas, do Serviço Nacional de Parques e do Departamento de Vida Selvagem, devido à otimização de gerenciamentos.
O valor da preservação do meio ambiente tornou-se importante quando houve um aumento no turismo do país, em meados da década de 1980, forçando os órgãos regionais a protegerem o meio ambiente. Nesse contexto criou-se o Sistema de Integração Centro-americana (SICA) e, inserido neste, a Comissão Centro-americana do Meio Ambiente e Desenvolvimento (CCAD).

## O Sistema Nacional de Áreas Protegidas
O SINAC administra cerca de 160 áreas protegidas, das quais 27% são designadas como parques nacionais. Outras áreas são postas como outras categorias de manejo como refúgios de vida selvagem, reservas biológicas, monumentos nacionais, reservas florestais, pantanal e áreas protegidas.
Todo o território nacional (50.977 km²), está sob a jurisdição de 11 grandes Áreas de Conservação que foram criadas em 1998, sendo estas as divisões administrativas do SINAC. Cerca de 25% do território está incluído dentro dos parques nacionais, refúgios e áreas protegidas, inseridas dentro dessas 11 Áreas de Conservação.
As políticas progressivas de proteção ambiental e o ecoturismo sustentável no Sistema de Parque Nacionais da Costa Rica tem sido postas como modelo para outros países. As florestas úmidas, florestas tropicais, áreas marinhas e pântanos da Costa Rica são os principais assuntos de muitas universidades e organizações científicas. O enriquecimento do conhecimento mundial sobre esses habitats é uma contribuição inestimável do Sistema de Parques Nacionais da Costa Rica.

## Áreas de Conservação

Localização das áreas de conservação.

- Área de Conservação Arenal-Tempisque (ACA-T)
- Área de Conservação Tortuguero (ACTO)
- Área de Conservação Tempisque (ACT)
- Área de Conservação Isla del Coco (ACMIC)
- Área de Conservação Osa (ACOSA)
- Área de Conservação Guanacaste (ACG)
- Área de Conservação Cordillera Volcánica Central (ACCVC)
- Área de Conservação Pacífico Central (ACOPAC)
- Área de Conservação Huetar Norte (ACA-HN)
- Área de Conservação Amistad Pacífico (ACLA-P)
- Área de Conservação Amistad Caribe (ACLA-C)